# Claudy

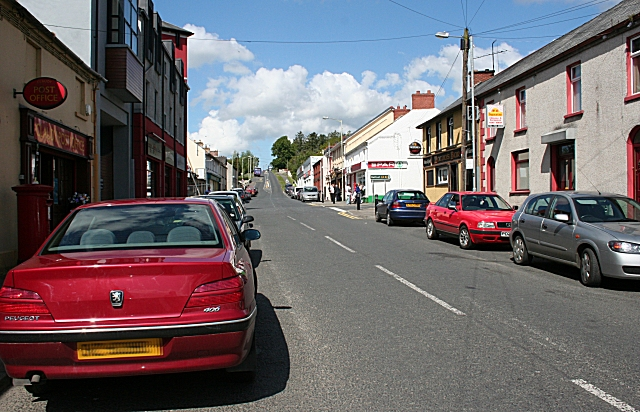
Hauptstraße von Claudy (2007)

Claudy (irisch: Clóidigh) ist eine Kleinstadt (engl. village) im Norden Irlands in der historischen Grafschaft Londonderry in Nordirland. Die Stadt gehört seit 2015 zum District Derry City and Strabane.
Claudy liegt im Westen der nordirischen Grafschaft, 10 Kilometer südöstlich von Derry City auf dem Weg nach Dungiven. Die Einwohnerzahl des Orts wurde beim Census 2011 mit 1336 Personen ermittelt. Claudy hat zwei Grundschulen (primary schools), ein College (secondary school) und zwei Kirchen.
Vom Nordirlandkonflikt war Claudy in Relation zu seiner Größe mit 13 Todesopfern in besonders starkem Maß betroffen; allein neun Opfer forderte ein Anschlag am 31. Juli 1972, bei dem drei Autobomben nahezu zeitgleich im Ortszentrum zur Explosion gebracht wurden und in den der katholische Priester James Chesney mit nachträglicher Deckung durch Kirche und Staat verwickelt war, wie erst 2010 öffentlich bekannt wurde.
Nördlich von Claudy liegt das Faughan Valley mit zahlreichen prähistorischen Monumenten in Ballygroll.